# شرکت ارتباطات یکپارچه امارات
شرکت ارتباطات یکپارچه امارات (به انگلیسی: Emirates Integrated Telecommunications Company) به‌اختصار: دو (به انگلیسی: Du) شرکت مخابرات اماراتی است، که در زمینه ارائه خطوط تلفن ثابت، شبکه تلفن همراه، خدمات اینترنت و سرویس‌های تلویزیون دیجیتال فعالیت می‌نماید. 
شرکت ارتباطات یکپارچه امارات در سال ۲۰۰۵ راه‌اندازی شد و در پایان سال ۲۰۱۱ این شرکت، ۴٫۵ میلیون مشترک تلفن همراه در اختیار داشت.
دفتر مرکزی شرکت دو، در شهر دوبی، امارات متحده عربی قرار دارد و سهام آن در بازار بورس دوبی معامله می‌شود.